# Cultura indígena

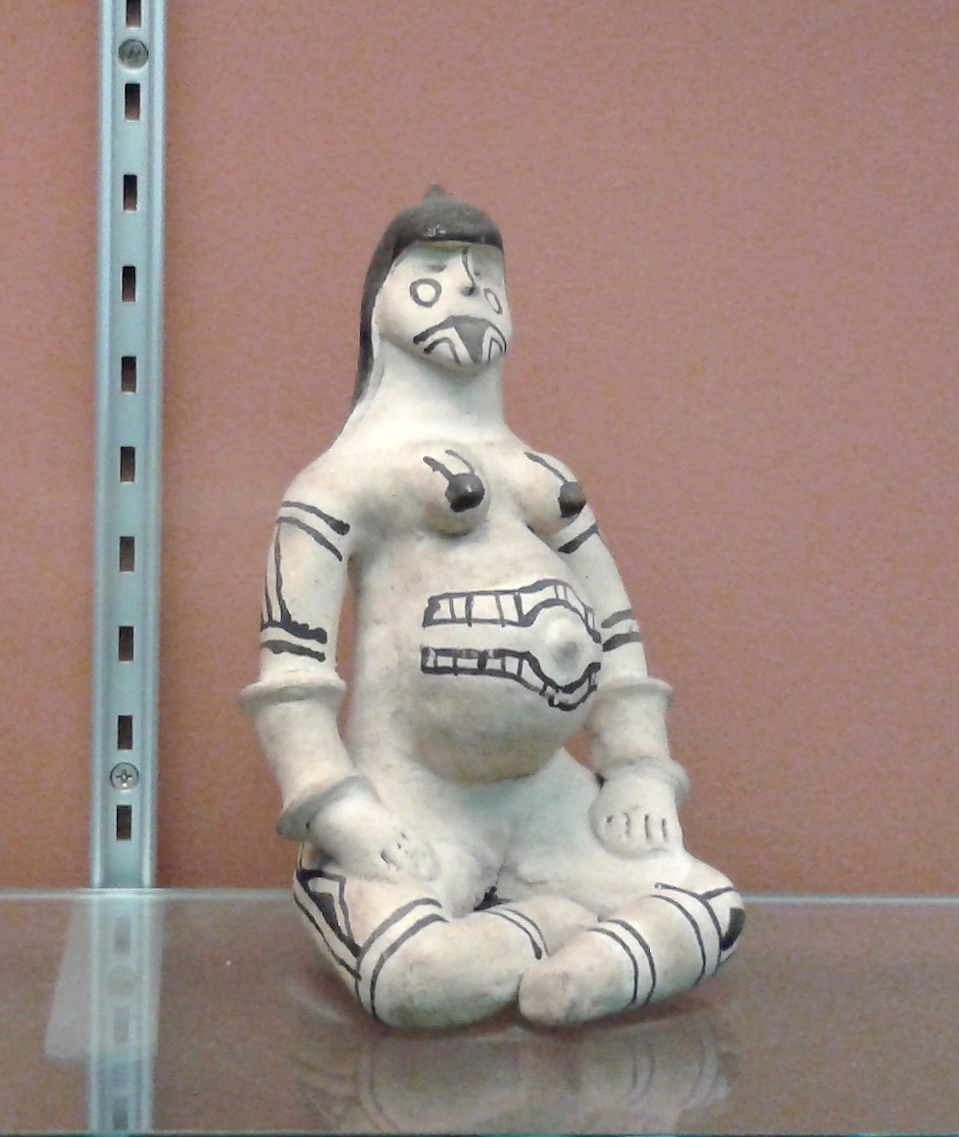
Boneca carajá: um exemplo de expressão cultural indígena.

Cultura indígena é a cultura dos povos indígenas.

## América
Há milênios, o continente americano é habitado por povos indígenas. Entre eles, podemos citar os tupis-guaranis, maias, astecas e incas. Cada povo desenvolveu uma cultura específica, com seu próprio jeito de falar, pensar, trabalhar e lidar com a natureza. Embora existam diferenças culturais entre as sociedades indígenas, todas desenvolveram práticas agrícolas e criações de animais. Além disso, produziram expressões artísticas de grande beleza.

### Brasil
Segundo o censo de 2010, havia, no país, cerca de 896 mil pessoas que se declaravam indígenas. Elas vivem em cidades, áreas rurais e em terras indígenas. Essa população apresenta grande diversidade cultural, sendo composta por cerca de 350 povos que falam aproximadamente 274 línguas diferentes.

## Literatura
A Literatura indígena, também conhecida como Literatura ameríndia, compreende a produção literária dos povos ameríndios no período pré-colonial e posterior, em línguas indígenas ou em línguas estrangeiras - principalmente, mas não exclusivamente, em línguas europeias, como o castelhano, o português e o inglês. No período anterior à colonização, sua expressão se deu de forma predominantemente oral.

## Filosofia
A filosofia indígena americana é a filosofia prática, ou “filosofia de vida”, do povos indígenas das Américas. A filosofia indígena americana é a filosofia prática, ou “filosofia de vida”, dos povos indígenas das Américas.1 Um filósofo indígena é uma pessoa indígena que pratica a filosofia e tem um vasto conhecimento da história, da cultura, do idioma e das tradições dos povos indígenas das Américas. Há muitas tradições diferentes de filosofia nas Américas, que remontam aos tempos pré-colombianos.